# Cerezo de Mohernando
Cerezo de Mohernando es una localidad española del municipio de Humanes, perteneciente a la provincia de Guadalajara, en la comunidad autónoma de Castilla-La Mancha. Según el INE en 2023 tenía una población de 38 habitantes.

## Geografía
La localidad está situada a unos 30 km de Guadalajara y a 85 km de Madrid, cerca de las poblaciones de Torrebeleña y Alarilla. Se encuentra a una altitud de 749 m sobre el nivel del mar.
- El Coto de Cerezo: coto de pesca de trucha.
- Cerca se encuentran los ríos Henares y Sorbe.
- Cercanas también están las lagunas de Puebla Beleña.
- Cerca está la Muela de Alarilla, donde se practica vuelo libre con ala delta y parapente.

## Historia
Debe su nombre a su antigua pertenencia al alfoz de Mohernando. No hay disponibles demasiados datos históricos sobre este pueblo, tan solo se conoce que en siglo XVI hubo un hospital y que existía un calzada romana que unía Guadalajara con Castilla y León.
Hacia mediados del siglo XIX la villa, por entonces con ayuntamiento propio, tenía contabilizada una población de 188 habitantes. Aparece descrita en el sexto volumen del Diccionario geográfico-estadístico-histórico de España y sus posesiones de Ultramar de Pascual Madoz de la siguiente manera:

CEREZO DE MOHERNANDO: v. con ayunt. en la prov. de Guadalajara (4 leg.), part. jud. de Cogolludo (1 1/2), aud. terr. de Madrid (14), c. g. de Castilla la Nueva, dióc. de Toledo (25): sit. en llano á la márg. izq. del r. Henares, con buena ventilacion y clima sano; las enfermedades mas frecuentes son las tercianas: tiene 56 casas; la de ayunt., escuela de instruccion primaria concurrida por 16 alumnos á cargo de un maestro dotado con 1,100 rs., y una igl. parr. (Ntra. Sra. de la Piedad) servida por un cura de primer ascenso y de presentacion del conde de Humanes; el cementerio se halla sit. al N., en posición que no ofende á la salud pública: confina el térm. N. Razbona; E. Montarron; S. Alarilla, y O. Humanes: dentro de él hay una ermita (La Soledad); 2 fuentes y 2 pequeños paseos arbolados de acacias á las orillas del pueblo: el terreno fertilizado en parte por el Henares, cuyo paso facilita un pontón, es de regular calidad; comprende un monte poblado de chaparro, roble, jara, retama y otros arbustos; una deh. de mata baja, otra boyal de puro pasto y una olmeda. caminos; los locales, de herradura en regular estado. correo; se recibe y entrega miércoles, viernes y domingo en la estafeta de Cogolludo, por un balijero. prod.: trigo, cebada, centeno, avena y vino; cria ganado lanar, cabrio y vacuno; caza de liebres, conejos y perdices, y en el r. pesca de barbos y anguilas. ind.: la agrícola y 2 molinos, uno harinero y otro de aceite. comercio: esportacion de frutos sobrantes é importacion de los art. que faltan. pobl.: 53 vec, 188 alm. cap. prod.: 817,800 rs. imp.: 65,424. contr.: 4,744. presupuesto municipal: 4,338; se cubre con los prod. del monte, deh. boyal y pontón.
(Madoz, 1847, p. 331)

Hasta la reforma de la nomenclatura municipal de 1916 el municipio se llamaba simplemente Cerezo. En dicha fecha su nombre fue modificado por el de Cerezo de Mohernando.
Se sabe que en Cerezo de Mohernando se batalló una cruenta lucha en la guerra civil española, dejando tan solo dos casas en pie, gracias a sus maginificos tejares. Existe un refugio que se dice que pertenecía a los soldados de la guerra, con unos ventanales donde sacaban sus armas para disparar al enemigo. Se sitúa éste al lado de la iglesia y cuando lo excavaron encontraron huesos, ya que en los siglos XVII y XVIII se enterraba a la gente detrás de la iglesia. Actualmente este refugio es una asociación juvenil, lugar de reunión de los jóvenes.
El municipio de Cerezo de Mohernando desapareció en 1971, al ser incorporado al de Humanes.

## Demografía
| Gráfica de evolución demográfica de Cerezo de Mohernando entre 1842 y 1970 |
| |
| Población de derecho según los censos de población del INE Población de hecho según los censos de población del INEEntre el censo de 1981 y el anterior, este municipio desaparece porque se integra en el municipio Humanes |

## Patrimonio
La iglesia parroquial está dedicada a Nuestra Señora de la Piedad. Fue edificada durante diferentes épocas, aunque su obra principal se llevó a cabo durante el siglo XVI. Sus muros son de mampostería, el campanario está compuesto por una espadaña de dos cuerpos, en la mitad del mismo hay una ventana circular que en su origen estaba cubierta por un rosetón que iluminaba el órgano (actualmente no existe). El interior del edificio está dividido en dos naves por tres arcos de medio punto sustentadas por pilastras renacentistas, en la sacristía todavía se conservan restos de alguna columna gótica.
En 1600 en el pueblo había dos ermitas. Ahora solo existe la dedicada a Nuestra Señora de Soledad, situada en el camino de Peñahora, en la entrada del pueblo. La ermita de Santo Domingo se encontraba situada junto al río Henares, era una edificación muy pequeña con cubierta de madera.